# Бастани Ирани
Бастани Ирани или Бастани Сонати (на персийски: بستنی سنتی) е традиционен ирански сладолед, който се приготвя с розова вода, шафран и шамфъстък.
Известен е също като персийски сладолед. Често има наситен жълт цвят, който се дължи на една от основните му съставки – шафранът.
Обикновено се сервира между две тънки вафли, за да се получи „сандвич“, но е също толкова вкусен и самостоятелно. Иранците често го приготвят в домашни условия.
Приготвя се с жълтъци, пълномаслена сметана, пълномаслено мляко, захар, шафран, розова вода, морска сол, екстракт от ванилия и шамфъстък. Украсява се със сушени розови листа.